# Weltklasse Zurich 2015
Navigation
Édition précédente Édition suivante
Le Weltklasse Zurich 2015 est la 87e édition du Weltklasse Zurich. Organisé le 3 septembre 2015 au Letzigrund de Zurich, en Suisse, le meeting constitue l'avant-dernière étape et l'une de deux finales de la Ligue de diamant 2015.

## Résultats

### Hommes
| Épreuve          | Vainqueur                         | Second                                | Troisième                          |
| ---------------- | --------------------------------- | ------------------------------------- | ---------------------------------- |
| 200 m            | Alonso Edward 20 s 03             | Rasheed Dwyer 20 s 20                 | Anaso Jobodwana 20 s 24            |
| 400 m            | LaShawn Merritt 44 s 18           | Kirani James 44 s 28                  | Wayde van Niekerk 44 s 35          |
| 1 500 m          | Asbel Kiprop 3 min 35 s 79        | Elijah Motonei Manangoi 3 min 36 s 01 | Robert Kiptoo Biwott 3 min 36 s 04 |
| 3 000 m steeple  | Paul Kipsiele Koech 8 min 10 s 24 | Jairus Birech 8 min 15 s 64           | Evan Jager 8 min 18 s 39           |
| 110 m haies      | Sergueï Choubenkov 13 s 14        | David Oliver 13 s 30                  | Orlando Ortega 13 s 30             |
| Saut en hauteur  | Mutaz Essa Barshim 2,32 m         | Bohdan Bondarenko 2,30 m              | Zhang Guowei 2,30 m                |
| Saut en longueur | Greg Rutherford 8,32 m            | Marquis Dendy 8,32 m                  | Fabrice Lapierre 8,27 m (SB)       |
| Lancer du disque | Robert Urbanek 65,78 m            | Piotr Malachowski 65,04 m             | Gerd Kanter 64,38 m                |

### Femmes
| Épreuve           | Vainqueur                       | Seconde                             | Troisième                         |
| ----------------- | ------------------------------- | ----------------------------------- | --------------------------------- |
| 100 m             | Shelly-Ann Fraser-Pryce 10 s 93 | Blessing Okagbare 10 s 98           | Tori Bowie 11 s 06                |
| 800 m             | Eunice Sum 1 min 59 s 14        | Lynsey Sharp 1 min 59 s 37          | Fabienne Kohlmann 1 min 59 s 68   |
| 3 000 m           | Almaz Ayana 8 min 22 s 34 (MR)  | Genzebe Dibaba 8 min 26 s 54        | Senbere Teferi 8 min 34 s 32 (PB) |
| 400 m haies       | Zuzana Hejnova 54 s 47          | Sara Petersen 54 s 57               | Georganne Moline 54 s 89          |
| Saut à la perche  | Nikoléta Kiriakopoúlou 4,77 m   | Fabiana Murer Yarisley Silva 4,72 m |                                   |
| Saut en longueur  | Ivana Španović 7,02 m (NR)      | Tianna Bartoletta 6,97 m            | Shara Proctor 6,58 m              |
| Lancer du poids   | Christina Schwanitz 19,91 m     | Michelle Carter 19,12 m             | Anita Marton 18,42 m              |
| Lancer du javelot | Barbora Špotáková 64,31 m       | Elizabeth Gleadle 62,70 m           | Katharina Molitor 62,43 m         |

## Légende
Records et Performances
- AR : Record continental (area record)
- CR : Record des championnats (championship record)
- MR : Record du meeting (meet record)
- NR : Record national (national record)
- OR : Record olympique (olympic record)
- PR : Record paralympique (paralympic record)
- PB : Record personnel (personal best)
- SB : Meilleure performance personnelle de la saison (season's best)
- WL : Meilleure performance mondiale de l'année (world leader)
- WJR : Record du monde junior (world junior record)
- WR : Record du monde (world record)

Circonstances et Conditions
- DNF : N'a pas terminé (did not finish)
- DNS : N'a pas pris le départ (did not start)
- DQ : Disqualification (disqualification)
- NM : Aucun essai valable enregistré (No Mark)
- Q : Qualifié « directement » au prochain tour (ou à la prochaine compétition), lors d'une compétition majeure, grâce au classement ou à la réalisation des minima (automatic qualifier)
- q : Qualifié au prochain tour (ou à la prochaine compétition), lors d'une compétition majeure, grâce au repêchage ou à la réalisation de l'une des meilleures performances parmi celles des « non qualifiés directement » (grâce au meilleur temps ou à la meilleure distance par exemple) (secondary qualifier)